# Balmenhorn
Le Balmenhorn est un sommet du mont Rose. Le nom de ce sommet est connu par le bivouac Felice Giordano et par la statue du Christ des sommets. Il ne fait pas partie de la liste officielle de l'UIAA des sommets des Alpes de plus de 4 000 mètres d'altitude.
La voie d'accès la plus fréquentée commence à la cabane Giovanni Gnifetti, en direction de la cabane Reine-Marguerite.